# Bomba, der Rächer
Bomba, der Rächer ist ein US-amerikanischer Abenteuerfilm aus dem Jahr 1951 von Ford Beebe. Produziert von Monogram ist er der fünfte Film der 12-teiligen Reihe von Dschungelfilmen, basierend auf der Buchreihe Bomba, der Dschungelboy von Roy Rockwood.

## Handlung
Bomba befreit vier Löwen, die von einer Jagdgruppe unter dem skrupellosen Marty Martin eingefangen wurden. Der eingeborene Führer Jonas entdeckt Bombas Spuren und informiert seine Auftraggeber, den Löwenjäger Tom Forbes und dessen Tochter Jean, die sich mit Martin treffen wollen. Jean begegnet Bomba, beide finden eine schwer verletzte Löwin, die zum Sterben liegen gelassen wurde. Jean sagt Bomba, dass die gefangenen Löwen in Zoos untergebracht werden. Bomba entgegnet, dass die Tiere nicht aus ihrer Heimat fortgeführt werden sollen. Jean verspricht, ihrem Vater von seinen Vorbehalten zu erzählen.
Am nächsten Tag treffen die Forbes auf Martin, dem es gelungen ist, über ein Dutzend Löwen einzufangen. Die Nachricht der befreiten Löwen erzürnt ihn. Er glaubt aber, dass der Dschungeljunge Bomba nur eine Legende sei. Jean trifft wieder auf Bomba, der sie zu den Kindern der getöteten Löwin führt. Jean konfrontiert Martin und ihren Vater mit dem Schicksal der Löwenjungen, wird aber ignoriert. Bomba hat das Gespräch gehört und eilt zum Lager. Martin sieht,  wie Bomba die Löwen befreien will und hebt sein Gewehr. Jean schlägt den Lauf hoch, so dass der Schuss fehl geht. Martins Männer weigern sich, Bomba zu verfolgen. Jonas schlägt vor, einen nahen Massai-Stamm aufzusuchen, die Löwen als Schutz vor Überfällen halten. Martin plant, die Massai zu bestechen. Jean versucht ihren Vater zu überzeugen, die Jagd aufzugeben. Doch der kann es sich nicht leisten, auf das Geld, das er in die Safari investiert hat, zu verlieren.
Auf dem Weg zum Dorf der Massai bemerken Jean, Forbes und Martin den Häuptlingssohn Lohu, der auf Löwenjagd ist. Als der Löwe den Jungen angreift, eröffnet Martin das Feuer. Dabei tötet er nicht nur den Löwen, sondern auch Lohu. Martin nimmt die Leiche des Jungen mit zum Dorf. Dem Häuptling gegenüber behauptet er, Lohu sei von dem Löwen getötet worden. Er bietet an, alle wilden Löwen einzufangen. Als Martin das Dorf verlassen hat, erkennt einer der Massai, dass Lohu durch eine Kugel gestorben ist. Als Vergeltung soll einer der Weißen aus Martins Gruppe sterben. Bomba erscheint und erreicht, dass er die Weißen entwaffnet und innerhalb von zwei Tagen aus der Gegend führt.
Jean erkennt, dass Martin eine tödliche Falle für Bomba aufgestellt hat. Sie eilt in den Dschungel und warnt ihn. Bomba ruft die Wildtiere zu Hilfe, die die Löwen warnen sollen. Innerhalb weniger Minuten fliehen die Löwen aus dem Dschungel. Bomba begleitet Jean zurück zum Lager, wird aber von Martin beschossen. Bomba springt in einen Fluss, Martin folgt ihm in einem Kanu. Als ein Krokodil Martin angreift, rettet Bomba ihm das Leben, indem er das Krokodil tötet. Obwohl ihn Bomba gerettet hat, will Martin weitere Fallen aufstellen. Bomba kann ihn in eine Löwenfalle sperren. Er lockt Schimpansen, Paviane, Hyänen, Leoparden, Vögel und weitere Affen an, die den Gefangenen verspotten sollen. Jean findet den eingesperrten Martin und muss über Bombas Scherz lachen.
Der Häuptling der Massai ist immer noch auf Rache aus. Er will seine Männer die Löwen des Dorfs in Martins Lager treiben lassen, da er weiß, dass diese bald unbewaffnet sein werden. In der Nacht nimmt Bomba die Waffen der schlafenden Jäger an sich. Am nächsten Morgen sucht Jean Bomba im Dschungel auf. Sie hören die Kriegstrommeln der Massai, mit denen sie die Löwen antreiben. Bomba eilt ins Lager und warnt die Gruppe. Martin, Jonas und Jeans Vater verbarrikadieren sich in einer Hütte. Ein Löwe schafft es einzudringen und Martin zu töten. Bomba rettet Jonas und Forbes, indem er den Löwen mit einem Messer tötet. Als die Massai das Lager erreichen, schickt er sie mit dem Versprechen zurück, dass die Weißen in zwei Tagen weg sind. Schon bald verlassen Jonas, Forbes und seine Tochter den Dschungel. Bomba winkt ihnen zum Abschied.

## Hintergrund
Gedreht wurde der Film vom 9. bis zum 23. Dezember 1950 im Los Angeles County Arboretum and Botanic Garden.
Die Titelrolle des Bomba spielte wie in allen anderen Teilen Johnny Sheffield, der zuvor in acht Tarzan-Filmen an der Seite von Johnny Weissmüller dessen Adoptivsohn Boy darstellte.
Für Ann E. Todd war es die letzte Rolle in einem Kinofilm.

## Veröffentlichung
Die Premiere des Films fand am 25. März 1951 statt. In der Bundesrepublik Deutschland kam er am 14. August 1953 in die Kinos, in Österreich im Juli 1954.

## Kritiken
Der Kritiker des TV Guide bemängelte, dass schlechtes Schauspiel und ein Überangebot an Archivaufnahmen dem Film nicht helfen.